# 小林福德正神廟
24°37′20″N 121°46′00″E / 24.622122°N 121.766532°E
小林福德正神廟，是位於臺灣宜蘭縣冬山鄉太和村十三份坑的土地祠，祭拜一位日本守林員小林三武郎。

## 受祭者
當地人表示在台灣日治時期的十三份坑，小林三武郎負責看管林業，相傳曾和鄰村一名寡婦結婚。他對村內的三山國王廟或土地公廟總虔誠膜拜。因同情民眾生活困苦，遂放縱百姓取走木材，還會在入山口奉茶，遇到長官突襲檢查時更大喊提醒偷木材者逃跑。此外，他也會幫男人與小孩免費理髮，又自發性地圈養較耗費飼料、不能生產的雄性家畜，讓鄉民養雌性，免費幫忙配種。後來該地流傳俗諺「小林仔公牽豬哥」，意思就是「再一次」，因他常無法一次配對成功。
1944年秋，小林三武郎以八旬之年過世，葬於冬山鄉第二公墓。

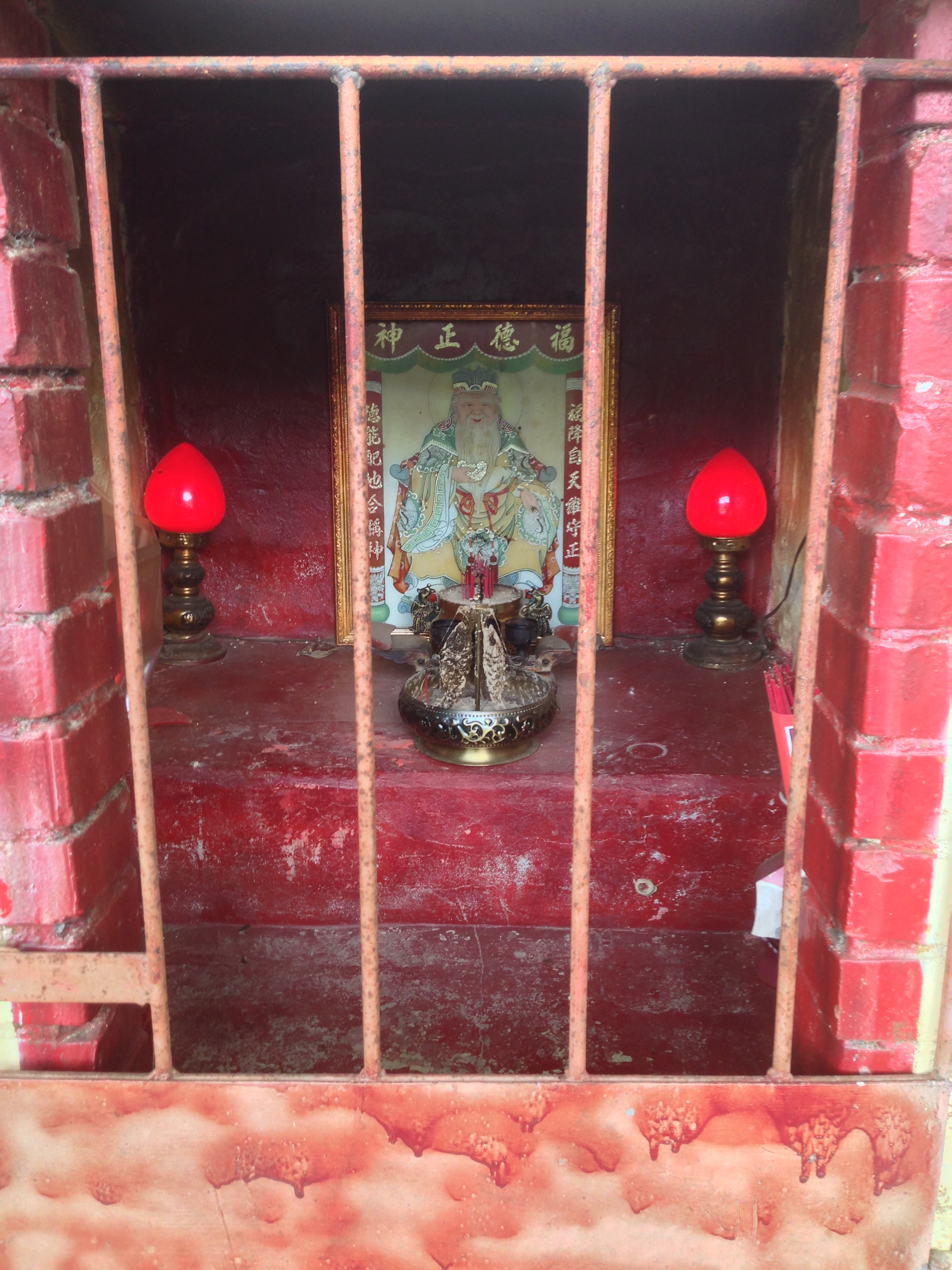
神像

## 沿革
台灣戰後時期新來的巡山員態度官僚，只想從貧苦百姓身上獲得利益，讓鄉民更緬懷小林三武郎，遂幫他蓋了廟宇。2000年代中期，多名靈修人士說應該升祂為土地神，於是2004年農曆八月當地居民舉辦科儀晉陞，還供請三山國王神像前來觀禮。
當地人黃正源表示，日籍土地公廟雖然地處偏僻，但有不少人好奇找來並見到廟身相當簡單，有意幫忙翻修成較大的廟，但擲筊都遭到拒絕。後來地主曾考慮要出脫土地，黃正源說夢見小林三武郎不願，也因此暫時打消賣地的念頭。

## 祭祀
以農曆八月十六日為小林福德正神的晉祿安座紀念日。黃正源在冬山舊街經營花店，初一、十五會送花到土地公廟供奉。曾傳出日籍土地公想回鄉探望，讓蘭陽技術學院助理教授張文義曾想幫忙調查故鄉，但冬山鄉戶政事務所卻缺少當時戶籍，因此無法進行。